# Fieberkapelle Rothneusiedl

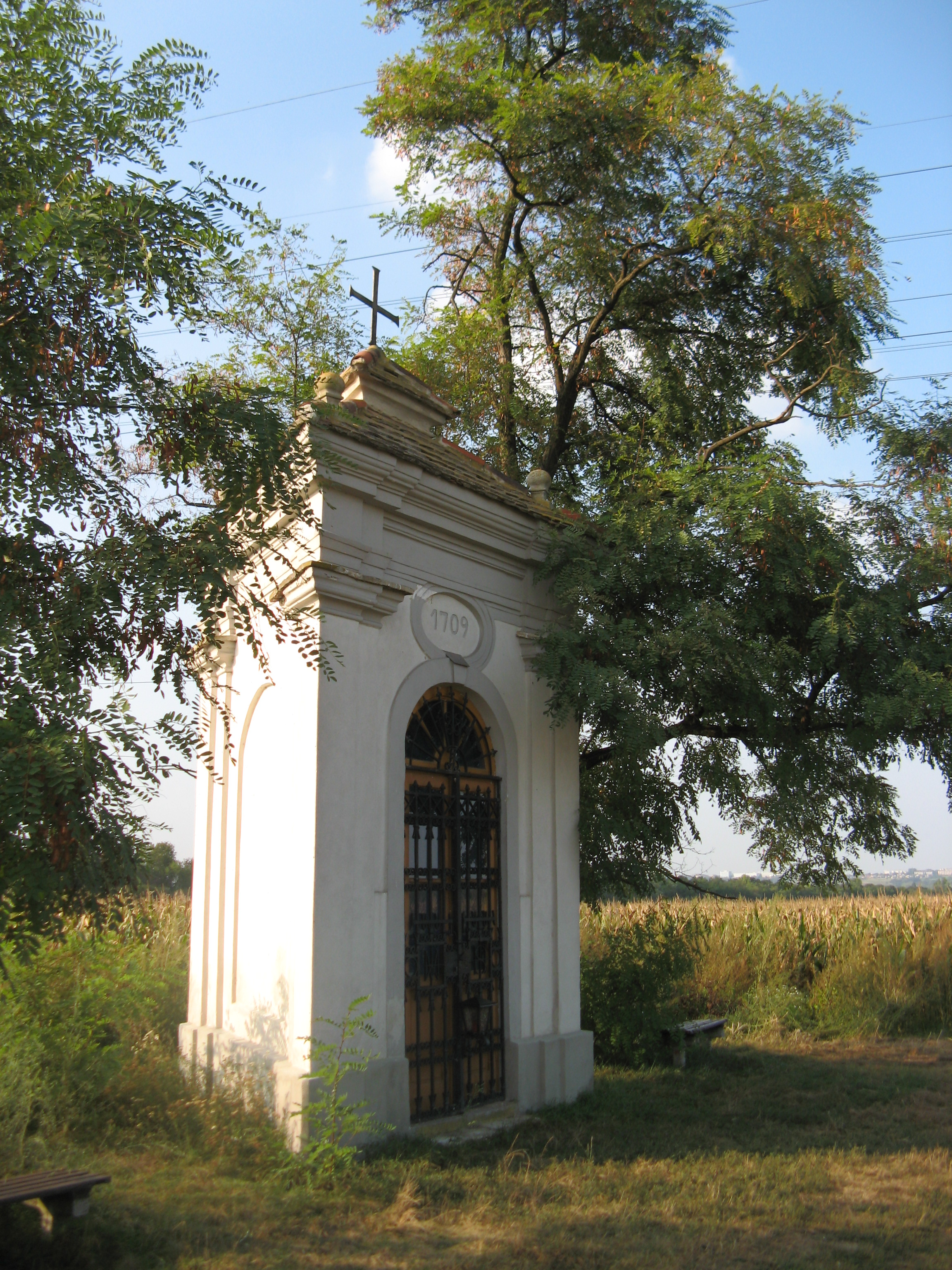
Fieberkapelle

Die Fieberkapelle, auch Fieberkreuzkapelle oder kurz Fieberkreuz genannt, ist eine denkmalgeschützte barocke Kapelle auf dem Sandgrubenfeld zwischen Rothneusiedl und Hennersdorf (in der Verlängerung der Poestiongasse nach Südwesten). Sie liegt im 10. Wiener Gemeindebezirk Favoriten, Bezirksteil Rothneusiedl in unmittelbarer Nähe des ÖBB-Güterzentrum Wien Süd. Die ursprünglichen Feldwege zur Fieberkapelle sind durch die neue Zubringerstraße von der Wiener Außenring Schnellstraße S1 zum seit 2016 bestehenden Güterzentrum stark verändert worden.

## Bau und Geschichte
Die Kapelle hat einen dreiseitigen Grundriss mit einem einarmigen Kreuz auf der Dachspitze. Auf einer Rundkartusche über dem Eingang ist die Jahreszahl 1709 angebracht. Im Innenraum befand sich eine holzgeschnitzte barocke Marienstatue von 1790, welche seit 1959 in der Pfarrkirche Oberlaa aufgestellt ist. Jetzt steht dafür eine Kopie der Statue in der Kapelle. 1883 wurde das Bauwerk vom Gastwirt Anton Kronberger aus Rothneusiedl renoviert.
Anlass zur Errichtung des Fieberkreuzes soll die Errettung des Dechanten Cante aus Laxenburg gewesen sein, der auf nächtlicher Heimreise aus Wien in die ehemals hier befindlichen Sümpfe geriet und samt Ross und Wagen zu versinken drohte. Aus Dank für seine Errettung stiftete er auf einer kleinen Bodenerhebung im Sumpfgebiet diese Kapelle. Dieser Sumpf hatte zu Fieber-Erkrankungen unter der Bevölkerung geführt, was den Namen der Kapelle erklärt.